# Staubbachfall
Staubbach (niem. Staubbachfall) – wodospad w Szwajcarii. Znajduje się w pobliżu miejscowości Lauterbrunnen, w kantonie Berno. Ma wysokość 299 m. Wody wodospadu trafiają do rzeki Lütschine przepływającej przez dolinę Lauterbrunnental. Jest to najwyższy i najsławniejszy wodospad w całej dolinie Lauterbrunnental.
W sierpniu 1834 r. do wodospadu tego dotarł wraz z towarzyszami (bracia Antoni (1812-1844), Feliks (1815-1870) i Kazimierz (1816-1875) Wodzińscy oraz Juliusz Grużewski (1808-1865)) swej alpejskiej wędrówki Juliusz Słowacki, który tak wspomniał go w liście do matki, Salomei Bécu, datowanym w Genewie 21-23 sierpnia tegoż roku:
W Lauterbrunn spada ze skał wysoka na 800 stóp kaskada Staubbach: woda jej nigdzie się prawie o skały nie odbija, ale przez sam lot z takiej wysokości zamienia się na wstęgę mgły białej i leci na dolinę.
Doświadczenia Słowackiego z obserwacji wodospadu Staubbach, w połączeniu z wrażeniami uzyskanymi podczas odwiedzin podczas tej samej wycieczki wodospadu rzeki Aare w Handegg oraz słynnych kaskad rzeki Giessbach, uwidoczniły się w pierwszych wersach poematu "W Szwajcarii" (W szwajcarskich górach jest jedna kaskada (...)).

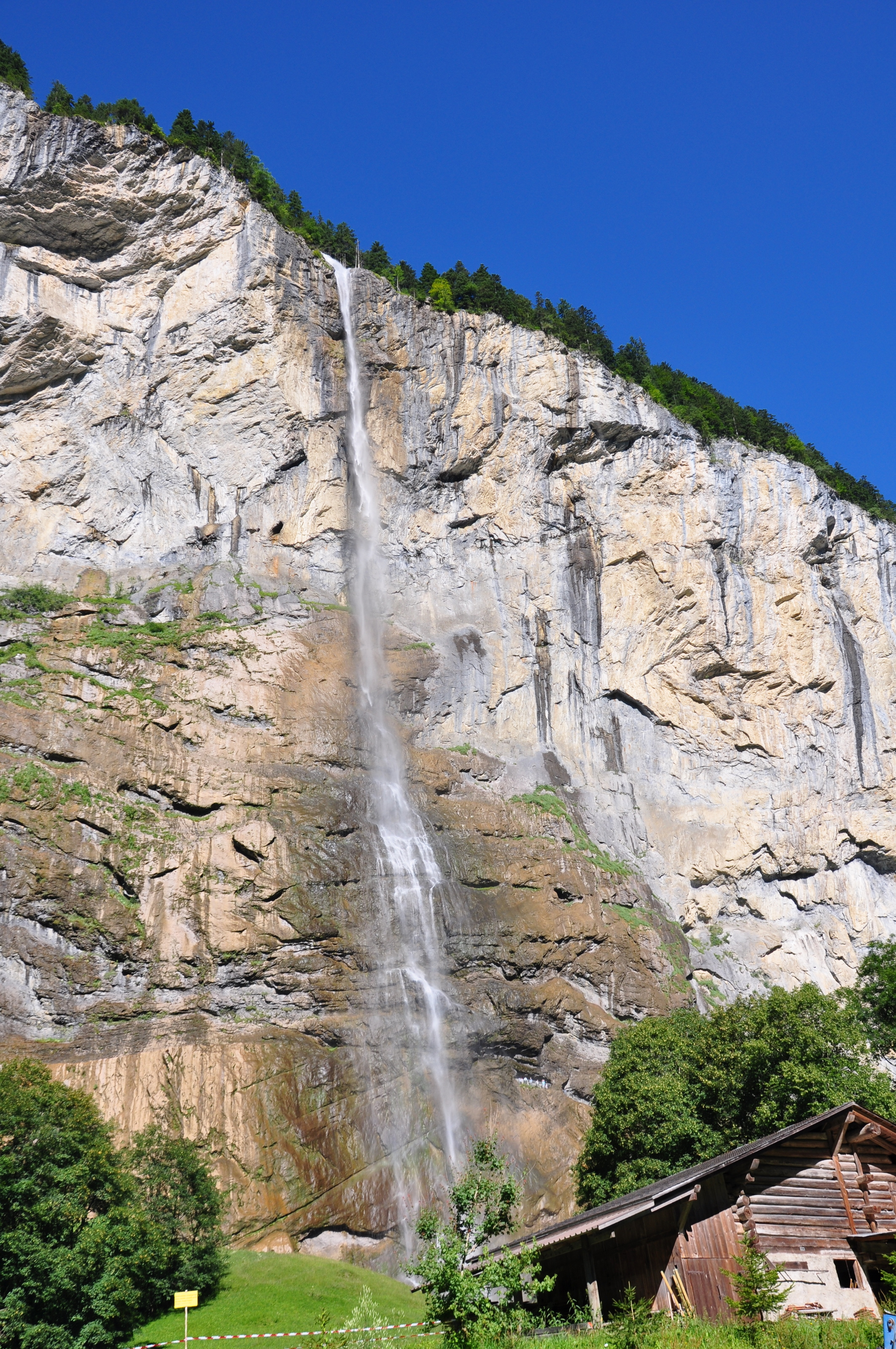
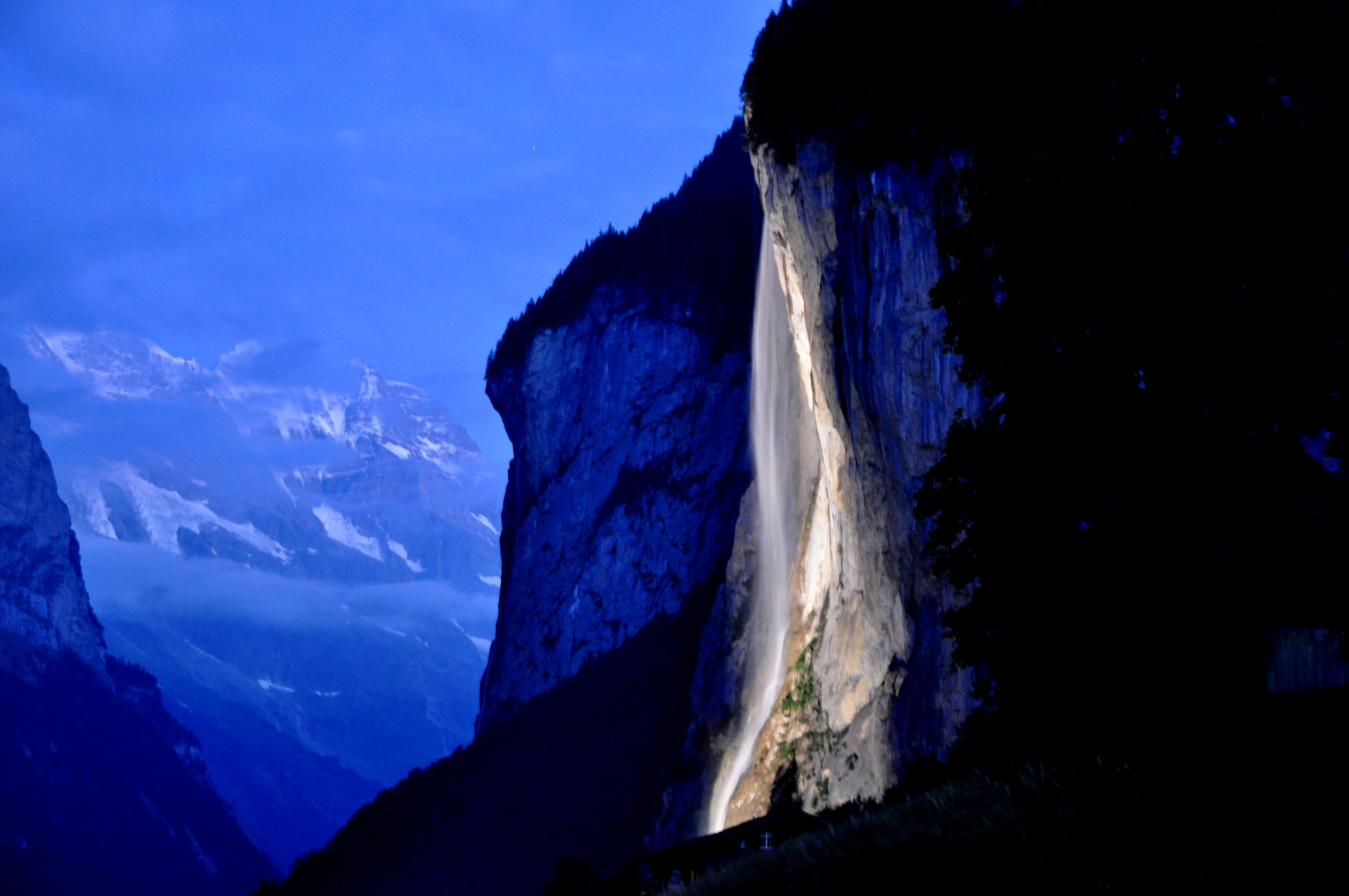
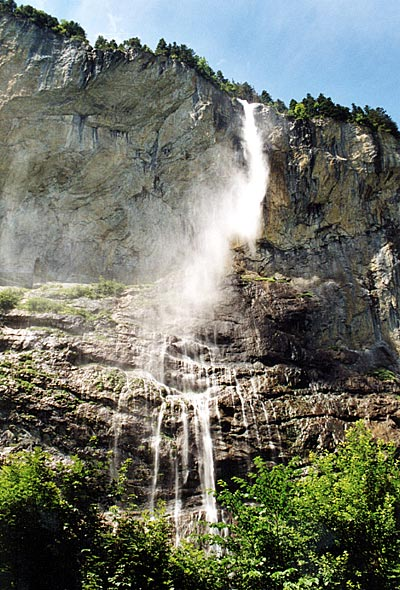